# Titanate de bismuth
Un titanate de bismuth est un composé défini du diagramme binaire Bi2O3–TiO2. On connaît notamment les espèces Bi12TiO20, Bi4Ti3O12, Bi2Ti2O7 et Bi2Ti3O9.
Certains de ces composés s'obtiennent en chauffant des mélanges d'oxyde de bismuth et de dioxyde de titane. Bi12TiO20 se forme aux alentours de 730 à 850 °C et fond au-dessus de 875 °C en se décomposant en Bi4Ti3O12 et Bi2O3. On a pu faire croître des monocristaux de Bi12TiO20 de l'ordre du millimètre par le procédé de Czochralski à partir d'un mélange fondu de 880 à 900 °C.
Ces matériaux présentent des effets électro-optiques et photoréfractifs, c'est-à-dire une modulation de leur indice de réfraction par application respectivement d'un champ électrique et d'un rayonnement électromagnétique, ce qui offre des perspectives en holographie temps réel ou en traitement d'images,.